# Lanz Bulldog
Le Lanz Bulldog était une série de tracteurs fabriqués par Heinrich Lanz AG à Mannheim, Allemagne. La production commença en 1921 avec le Lanz HL, puis diverses versions furent produites jusqu'en 1960, dont le Lanz Bulldog D 9506. John Deere acheta Lanz en 1956, utilisant le nom "John Deere Lanz" pour ses produits. Le Lanz Bulldog devint un des tracteurs allemands les plus populaires, avec plus de 220 000 unités produites.
Et le nom "Bulldog" est encore utilisé en Allemagne comme synonyme de tracteurs.

## Moteur

Schéma d'un moteur Akroyd : 1 – dispositif d'allumage à bulbe chaud, 2 – cylindre, 3 – piston, 4 – carter ; la partie non étiquetée à gauche est l'échappement

Le Lanz Bulldog avait un moteur Akroyd à un seul cylindre à deux temps, conçu par Fritz Huber. Installé horizontalement, il utilise un système de balayage du carter avec des orifices d'admission au lieu de soupapes. Il était simple à fabriquer et à entretenir. Le carburant était pulvérisé sur le dispositif d'allumage à bulbe chaud, pour rendre le moteur thermodynamiquement inefficace, mais il ne nécessitait ni carburateur ni haute compression. Il put fonctionner avec divers carburants tels que le diesel ou l'essence, ainsi que des huiles combustibles de basse qualité. Le Bulldog original utilisait un refroidissement par évaporation ; les modèles ultérieurs avaient un refroidisseur thermosiphon. Pour démarrer, le dispositif d'allumage devait être chauffé avec un chalumeau et le moteur fut lancé manuellement.

## Lanz Iberica
En Espagne, Lanz Iberica S.A. construisit 17 100 Bulldogs à Getafe de 1956 à 1963.

## Lanz Alldog

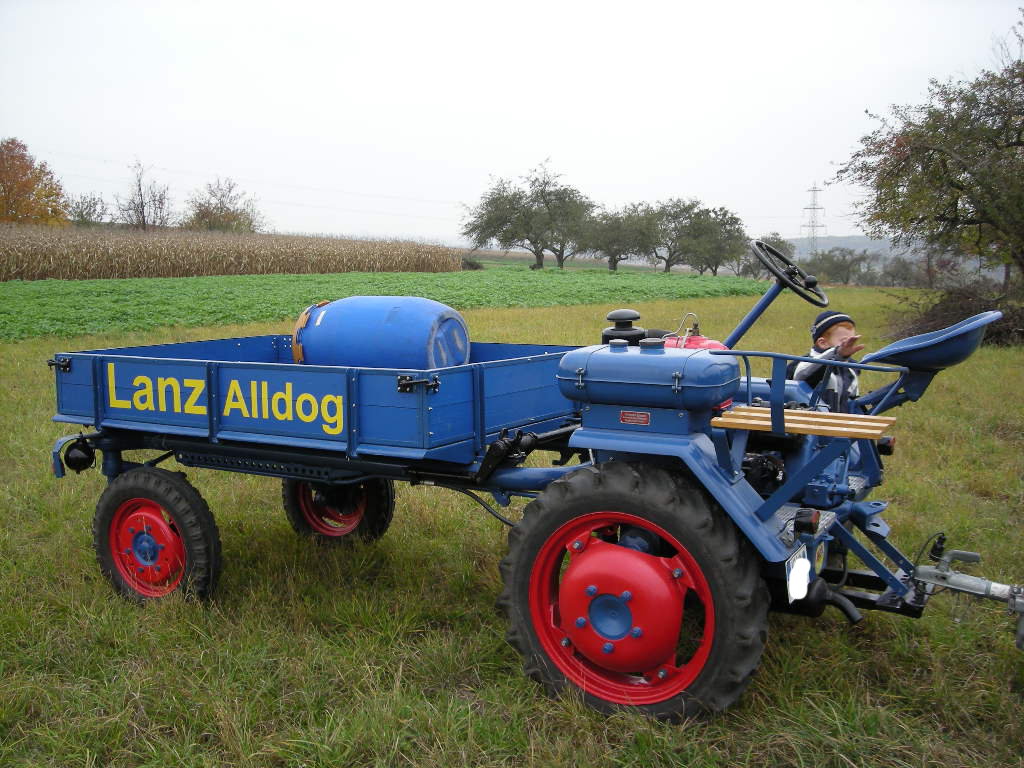
Lanz AllDog

De 1951 à 1957, Lanz fabriqua le Lanz Alldog, une variante à moteur arrière avec un grand plateau au-dessus des roues avant pour le transport de marchandises sur des terrains difficiles,.

## Copies du Bulldog
Le design du Bulldog a été copié dans d'autres pays. Par exemple :

### France
"Le Percheron" était une copie sous licence du Bulldog à bulbe chaud fabriqué par SNCAC à Colombes à partir de 1939. Il y eut environ 3 700 unités construites.

### Australie
Le KL Bulldog, produit par Kelly & Lewis de Springvale de 1948 à 1952, fut basé sur le modèle N de 35 HP. Il y eut plus de 860 unités fabriquées.

### Pologne
Ursus produisit une copie du Bulldog de 45 HP à l'usine ZM Ursus à Varsovie à partir de 1947, appelée C-45.